# Hanøy
60°26′43.1″N 5°5′6.1″Ø / 60.445306°N 5.085028°Ø
Hanøy eller Hanøyna er en bygd og en ø som ligger i Hjeltefjorden i den vestlige del af Askøy i Vestland fylke i Norge. Ved bygden ligger industristedet Hanøytangen. Stedet fik ny vejforbindelse til 40 millioner kr fra Ravnanger i februar 2006. Øen ligger mellem Steinseidet og Ramsøy, som begge har broforbindelse med Hanøy. Hanøy er spredt befolket og landlig, samtidig med det ligger kun 30 minutters kørsel fra Bergen centrum.